# به من بگوئید آقا
به من بگوئید آقا (انگلیسی: Call Me Mister) یک مجموعه تلویزیونی درام بریتانیایی است که در سال ۱۹۸۶ منتشر شد.

## بازیگران
- استیو بیزلی
- دیوید بامبر
- درموت کرولی
- هیدن گوین
- هیو فریزر
- مایلز اندرسون